# Walker Hayes

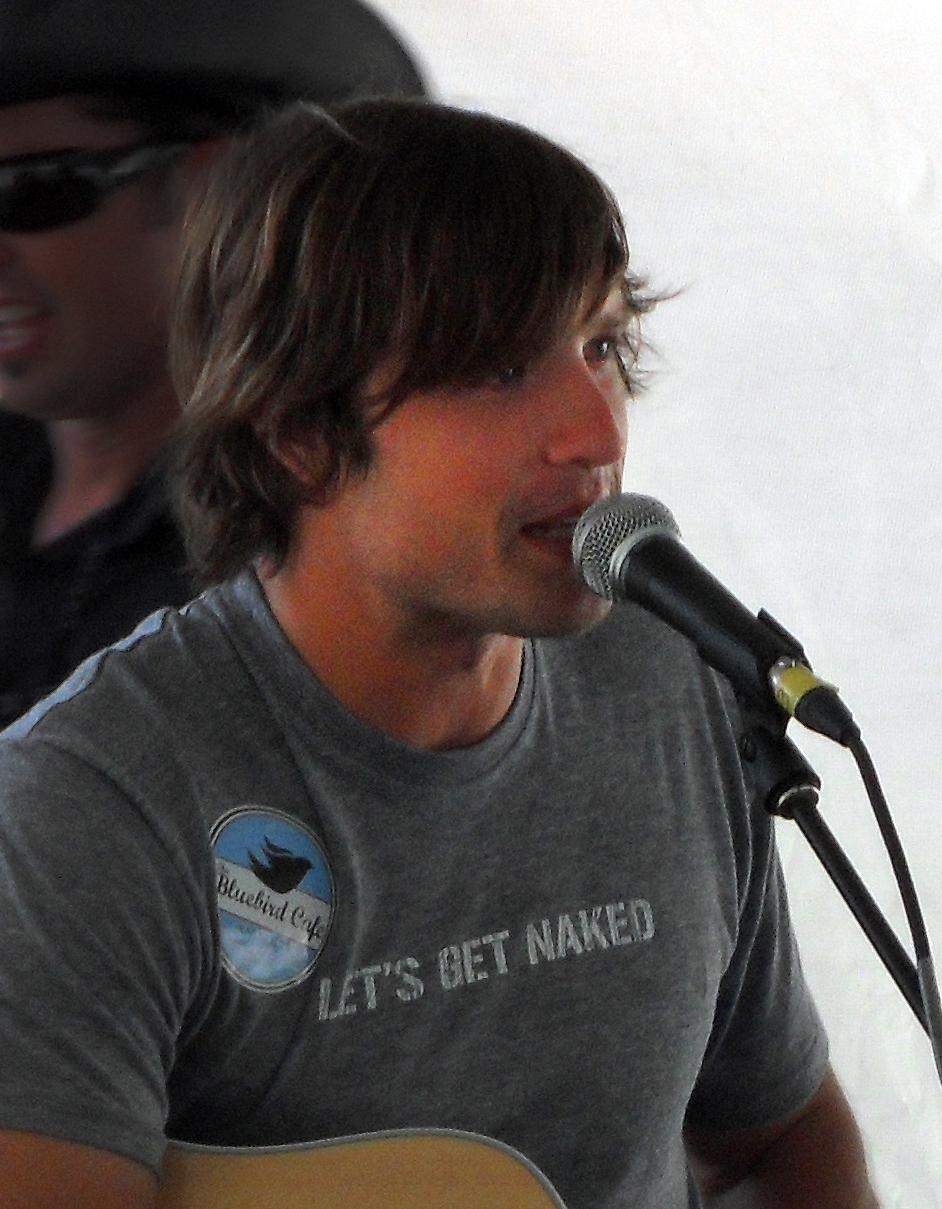
Walker Hayes (2010)

Charles Edgar Walker Hayes (* 27. Dezember 1979 in Mobile, Alabama) ist ein US-amerikanischer Country-Musiker und Songwriter.

## Leben
Hayes wurde am 27. Dezember 1979 in Mobile, Alabama geboren. 2002 schloss er das Birmingham-Southern College mit einem Bachelor in Musik ab.
2005 zog Hayes mit seiner Frau Laney Beville nach Nashville. Er bekam einen Job als Songschreiber, arbeitete für Mercury Records und Capitol Records. 2010 veröffentlichte er seine erste eigene Single Pants, die sich im September auf Platz 60 der Hot-Country-Songs-Charts platzieren konnte.
Hayes arbeitete 2014 mit Colt Ford und Rodney Atkins. Nachdem er seinen Vertrag mit Capitol Records verloren hatte, arbeitete Hayes in einer Costco-Filiale, um seinen Lebensunterhalt zu bestreiten.
Seine erste Single für Monument Records, You Broke Up with Me, sowie das dazugehörige Album boom. waren 2016 sehr erfolgreich in den Charts und führten zu Hayes musikalischem Durchbruch.
2021 wurde der Titel Fancy Like durch das auf TikTok veröffentlichten Video mit dem Tanz mit seiner ältesten Tochter Lela zu einem viralen Hit und erreichte in der Folge Platz 1 in den Country Charts.

## Privates
Hayes ist seit 2016 trockener Alkoholiker.
Das siebte Kind Oakleigh Klover Hayes starb kurz nach der Geburt am 6. Juni 2018, als nach einem seltenen Bruch der Gebärmutter der Blutfluss zum Baby unterbrochen wurde.
Der Musiker lebt mit seiner Frau und seinen sechs Kindern in Thompson’s Station, Tennessee.

## Auszeichnungen
Bei den Billboard Music Awards 2022 gewann Hayes für den Titel Fancy Like den Music Award für den Besten Country Song.

## Diskografie

### Alben
| Jahr | Titel                    | Höchstplatzierung, Gesamtwochen, AuszeichnungChartplatzierungen (Jahr, Titel, Platzierungen, Wochen, Auszeichnungen, Anmerkungen) | Höchstplatzierung, Gesamtwochen, AuszeichnungChartplatzierungen (Jahr, Titel, Platzierungen, Wochen, Auszeichnungen, Anmerkungen) | Anmerkungen                            |
| Jahr | Titel                    | US | Country | Anmerkungen                            |
| ---- | ------------------------ | --- | --- | -------------------------------------- |
| 2017 | Boom                     | US37 (8 Wo.)US | Country6 (18 Wo.)Country | Erstveröffentlichung: 8. Dezember 2017 |
| 2022 | Country Stuff: The Album | US9 Platin · (35 Wo.)US | Country2 (73 Wo.)Country | Erstveröffentlichung: 21. Januar 2022  |

Weitere Alben
- 2011: Reason To Rhyme

### EPs
| Jahr | Titel         | Höchstplatzierung, Gesamtwochen, AuszeichnungChartplatzierungen (Jahr, Titel, Platzierungen, Wochen, Auszeichnungen, Anmerkungen) | Höchstplatzierung, Gesamtwochen, AuszeichnungChartplatzierungen (Jahr, Titel, Platzierungen, Wochen, Auszeichnungen, Anmerkungen) | Anmerkungen                              |
| Jahr | Titel         | US | Country | Anmerkungen                              |
| ---- | ------------- | --- | --- | ---------------------------------------- |
| 2010 | Walker Hayes  | — | Country66 (1 Wo.)Country | Erstveröffentlichung: 21. September 2010 |
| 2021 | Country Stuff | US32 (26 Wo.)US | Country4 (31 Wo.)Country | Erstveröffentlichung: 4. Juni 2021       |

Weitere EPs
- 2016: 8Tracks, Vol. 1: Good Shit
- 2016: 8Tracks, Vol. 2: Break The Internet
- 2019: 8Tracks Volume 3: Black Sheep

### Singles
| Jahr | Titel Album                         | Höchstplatzierung, Gesamtwochen, AuszeichnungChartplatzierungen (Jahr, Titel, Album, Platzierungen, Wochen, Auszeichnungen, Anmerkungen) | Höchstplatzierung, Gesamtwochen, AuszeichnungChartplatzierungen (Jahr, Titel, Album, Platzierungen, Wochen, Auszeichnungen, Anmerkungen) | Höchstplatzierung, Gesamtwochen, AuszeichnungChartplatzierungen (Jahr, Titel, Album, Platzierungen, Wochen, Auszeichnungen, Anmerkungen) | Anmerkungen                             |
| Jahr | Titel Album                         | UK | US | Country | Anmerkungen                             |
| ---- | ----------------------------------- | --- | --- | --- | --------------------------------------- |
| 2010 | Pants Reason to Rhyme               | — | — | Country40 (21 Wo.)Country | Erstveröffentlichung: 7. September 2010 |
| 2011 | Why Wait for Summer Reason to Rhyme | — | — | Country42 (10 Wo.)Country | Erstveröffentlichung: 1. Januar 2011    |
| 2017 | You Broke Up with Me Boom           | — | US62 ×2Doppelplatin · (19 Wo.)US | Country9 (39 Wo.)Country | Erstveröffentlichung: 27. Januar 2017   |
| 2021 | Fancy Like Country Stuff: The Album | UK— SilberUK | US3 ×6Sechsfachplatin · (45 Wo.)US | Country1 (49 Wo.)Country | Erstveröffentlichung: 2. August 2021    |
| 2021 | U Gurl Country Stuff: The Album     | — | US— GoldUS | Country28 (20 Wo.)Country | Erstveröffentlichung: 15. Oktober 2021  |
| 2021 | AA Country Stuff: The Album         | — | US28 ×2Doppelplatin · (24 Wo.)US | Country3 (31 Wo.)Country | Erstveröffentlichung: 19. November 2021 |
| 2022 | Y’all Life –                        | — | US— GoldUS | Country32 (31 Wo.)Country | Erstveröffentlichung: 15. Juli 2022     |

Weitere Singles
- 2014: Pimpin’ Joy
- 2018: Craig
- 2018: 90’s Country (US: Gold)
- 2019: Don’t Let Her (US: Gold)
- 2020: Trash My Heart

## Auszeichnungen für Musikverkäufe
| Platin-Schallplatte - Australien - 2022: für die Single Fancy Like - Kanada - 2018: für die Single You Broke Up with Me | 3× Platin-Schallplatte - Kanada - 2022: für die Single Fancy Like |

Anmerkung: Auszeichnungen in Ländern aus den Charttabellen bzw. Chartboxen sind in ebendiesen zu finden.
| Land/RegionAuszeichnungen für Musikverkäufe (Land/Region, Auszeichnungen, Verkäufe, Quellen) | Silber  | Gold     | Platin       | Verkäufe   | Quellen         |
| -------------------------------------------------------------------------------------------- | ------- | -------- | ------------ | ---------- | --------------- |
| Australien (ARIA)                                                                            | —       | —        | Platin1      | 70.000     | aria.com.au     |
| Kanada (MC)                                                                                  | —       | —        | 4× Platin4   | 320.000    | musiccanada.com |
| Vereinigte Staaten (RIAA)                                                                    | —       | 4× Gold4 | 11× Platin11 | 13.000.000 | riaa.com        |
| Vereinigtes Königreich (BPI)                                                                 | Silber1 | —        | —            | 200.000    | bpi.co.uk       |
| Insgesamt                                                                                    | Silber1 | 4× Gold4 | 16× Platin16 |            |                 |